# 樂高小城：臥底密探
《樂高小城：臥底密探》是由TT Fusion開發，平台為Wii U的沙盒式動作冒險電子遊戲，於2013年3月18日在北美洲發佈，於3月28日在歐洲發佈。此遊戲亦有一個平台為任天堂3DS，名為《樂高小城：臥底密探追捕》的前傳遊戲。不同於以往的樂高電子遊戲，《樂高小城：臥底密探》是首個以樂高小城為主題的樂高電子遊戲，並且是首個由任天堂发行的遊戲平台的樂高電子遊戲。
2016年11月，游戏开发商TT Fusion的母公司华纳兄弟互动娱乐宣布本作将以全高清重制的形式在PlayStation 4、Xbox One、Windows以及任天堂的新游戏主机任天堂Switch上发行，于2017年春季发售；该版本增加了繁体中文的游戏内容和二人模式。

## 遊戲
《樂高小城：臥底密探》設定在樂高小城中，而玩家需要操控一位名為蔡斯·麥凱恩的臥底去追捕罪犯。蔡斯能夠作出不同動作，如翻墙及在竿上擺盪。他還可以得到能解除不同能力的裝束，如強盜裝束讓他能夠解鎖。蔡斯更可以駕駛車輛及直升機，並將鬆散的磚塊砌成不同物件。而Wii U GamePad亦有多種用途，如掃描並定位罪犯。
《樂高小城：臥底密探》的遊戲模式借鑒了《俠盜獵車手系列》中很多元素。但是，此遊戲與俠盜獵車手系列的最大差別，就是玩家需要擔任警察一職去追捕罪犯，而非成為罪犯犯罪。此遊戲亦借鑒了不少任天堂著名遊戲的元素，如玩家可以穿過一些樂高管道，而這些管道實是借鑑瑪利歐系列中的管道。

## 開發
於2011年6月7日，任天堂於2011年電子娛樂展覽的記者招待會中公佈此遊戲名為《樂高小城故事》（LEGO City Stories）。但於2012年6月5日，任天堂於2012年電子娛樂展覽中改稱此遊戲將名為《樂高小城：臥底密探》。同時，此遊戲的預告片亦被展示。在2012年9月的任天堂Direct節目中，一些新的遊戲預告片被公開，使遊戲的劇情進一步明確，並宣佈若北美及澳洲玩家預購《樂高小城：臥底密探》的話，他們就會附送遊戲主角蔡斯·麥凱恩的迷你人型。其後，一個蔡斯樂高玩具亦被發佈，並附帶讓購買者可以下载追加下载内容的代碼。

## 評價
《樂高小城：臥底密探》主要獲得正面的評價。Metacritic得出了此遊戲的分數為80分，盛讚其幽默及設計，但卻批評其冗長的載入時間及缺乏需要合作的多人遊戲。IGN給予此遊戲8/10分，稱讚其廣大的遊戲地圖，但卻批評其仿製其他遊戲。Eurogamer則給予此遊戲9/10的評分，並指出此遊戲是「偉大作品、閃爍的設計及值得稱讚的元素的混合體」。另外，GamesRadar給予此遊戲4/5星，稱許遊戲有創意地利用職業設定及獎勵性的難題，但卻指出遊戲缺乏多人遊戲。GameTrailers給予此遊戲8.4分，並把它稱為「迄今為止在此遊戲系列中最好的遊戲」。而Nintendo Insider則給予此遊戲85%的得分，並指出此遊戲「標誌著TT Fusion的創意走向一個更大膽的新方向」。